# James Franklin Clay
James Franklin Clay (* 29. Oktober 1840 in Henderson, Kentucky; † 17. August 1921 ebenda) war ein US-amerikanischer Politiker. Zwischen 1883 und 1885 vertrat er den Bundesstaat Kentucky im US-Repräsentantenhaus.

## Werdegang
James Clay besuchte sowohl öffentliche als auch private Schulen in seiner Heimat. Danach studierte er bis Juni 1860 am Georgetown College. Nach einem anschließenden Jurastudium und seiner 1862 erfolgten Zulassung als Rechtsanwalt begann er in Henderson in diesem Beruf zu arbeiten. Politisch wurde er Mitglied der Demokratischen Partei. Im Jahr 1870 zog er in den Senat von Kentucky ein.
Bei den Kongresswahlen des Jahres 1882 wurde Clay im zweiten Wahlbezirk von Kentucky in das US-Repräsentantenhaus in Washington, D.C. gewählt, wo er am 4. März 1883 die Nachfolge von James A. McKenzie antrat. Da er im Jahr 1884 von seiner Partei nicht mehr nominiert wurde, konnte er bis zum 3. März 1885 nur eine Legislaturperiode im Kongress absolvieren. Nach seiner Zeit im US-Repräsentantenhaus praktizierte Clay wieder als Anwalt in Henderson. Zu seinen Klienten gehörten die Gemeinde Henderson, die er juristisch vertrat, sowie zwei Eisenbahngesellschaften. James Clay starb am 17. August 1921 in seinem Heimatort Henderson.